# Carníola Interior

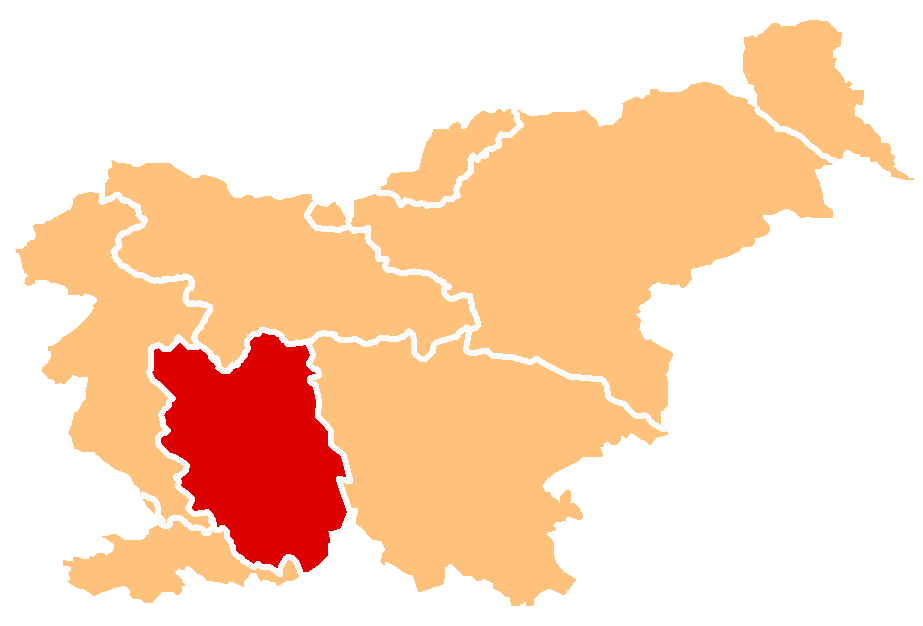
Carníola Interior destacada em vermelho.

Carníola Interior é uma região histórica localizada na porção sudoeste da Eslovênia.